# A-slup

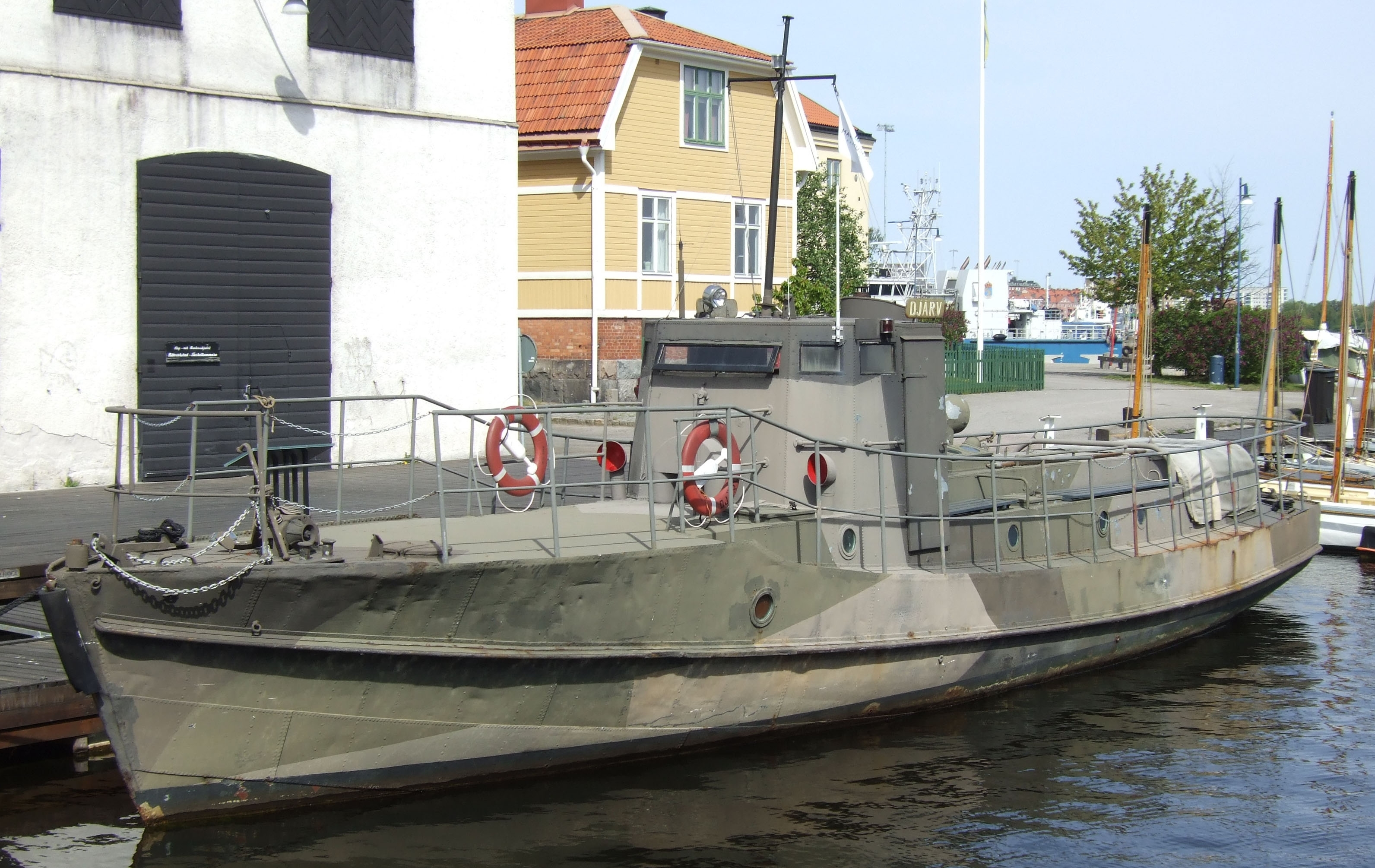
A-slup: HMS Djärv

A-slup var en fartygsklass i svenska marinen utformad som en militär motorslup. Ett flertal A-slupar byggdes under 1930- och 40-talet för att användas som bland annat bevakningsbåtar för Kustartilleriet. Längden var cirka 18 meter och bredden knappt 4 meter. Båtarna hade soldatnamn som Dristig, Munter, Djärv med flera, vilka nu bärs av bevakningsbåtarna i Tapper-klassen.